# Wolności obywatelskie

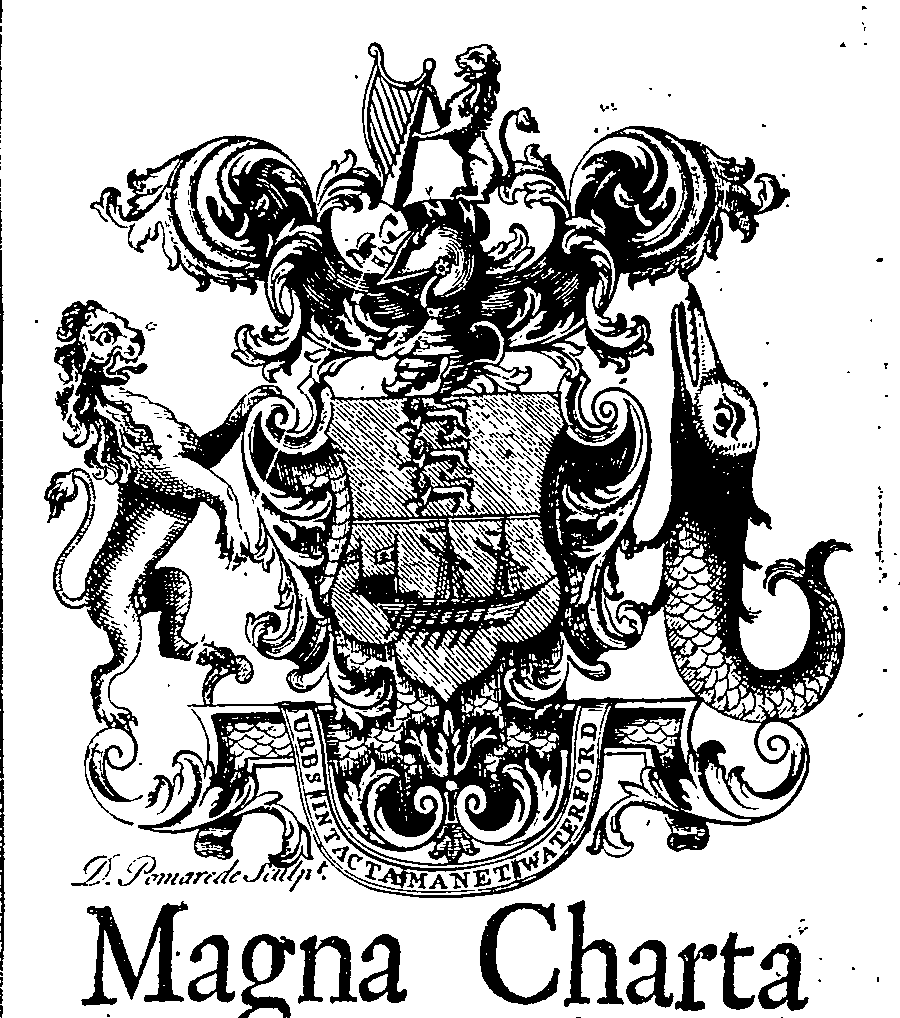
Magna charta libertatum civitatis Waterford. Timotheo Cunningham editore. Fleuron T145627-2

Wolności obywatelskie – sformułowane przez konstytucję i ustawodawstwo zobowiązanie władzy państwowej do nieingerowania w określone sfery życia osobistego i publicznego obywateli.

## Geneza wolności obywatelskich
- 1215 – Magna Charta Libertatum
- 1573 – Konfederacja warszawska
- 1776 – Deklaracja Niepodległości Stanów Zjednoczonych
- 1789 – Deklaracja praw człowieka i obywatela
- 10 grudnia 1948 – Powszechna deklaracja praw człowieka
- 4 listopada 1950 – Europejska konwencja praw człowieka
- 1990 – Dokument Kopenhaski[2]

## Prawo międzynarodowe

### Geneza Powszechnej Deklaracji Praw Człowieka

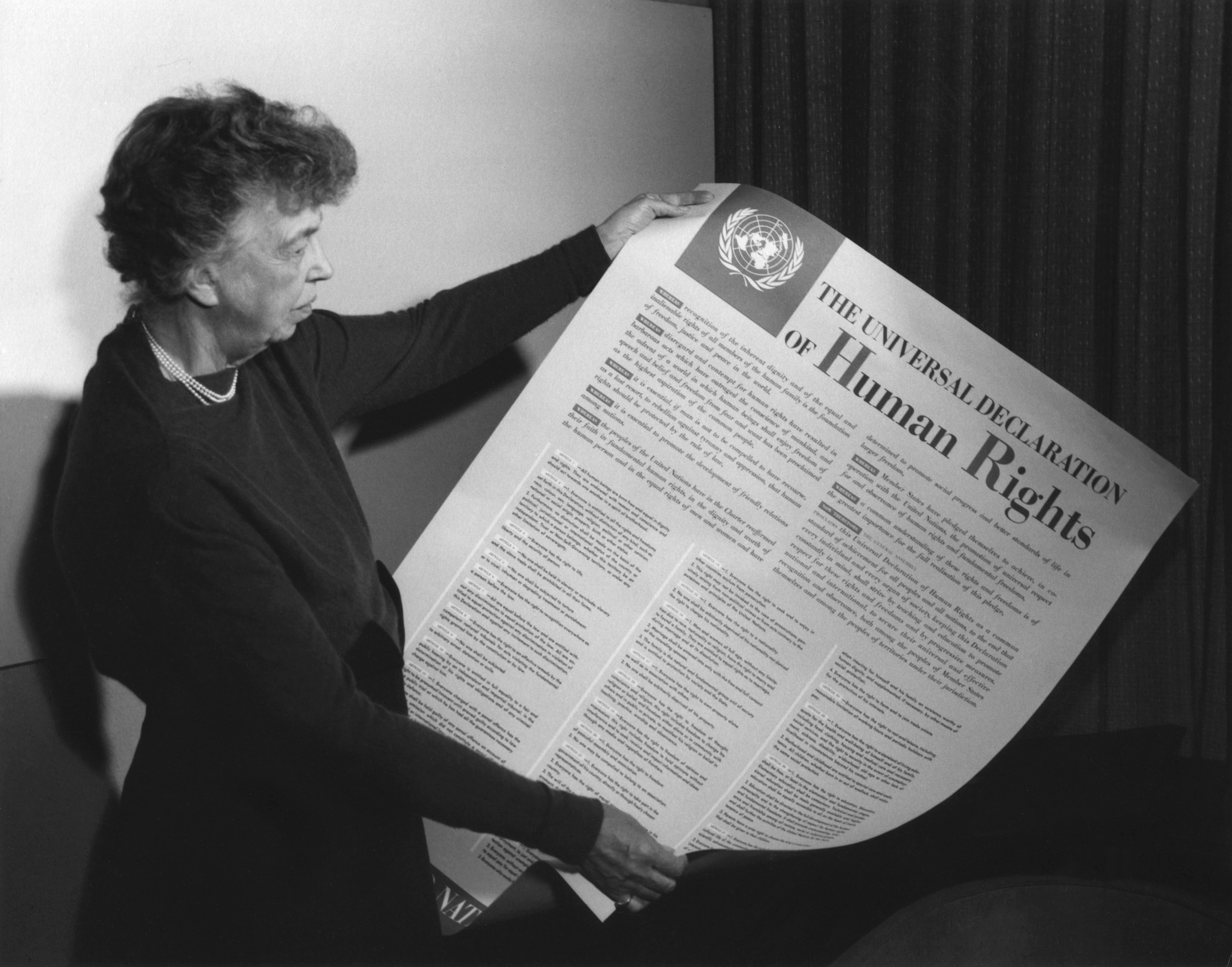
Eleanor Roosevelt z Powszechną deklaracją praw człowieka

#### Karta Narodów Zjednoczonych
Twórcy Karty Narodów Zjednoczonych w preambule aktu przedstawili swoją chęć przywrócenia wiary w podstawowe prawa człowieka, w godność i wartość jego osoby, w równouprawnienie mężczyzn i kobiet oraz w równość praw narodów wielkich i małych. Zgodnie z ust. 3 art. 1 Karty celem ONZ jest dążenie do osiągnięcia międzynarodowej współpracy w rozwiązywaniu sporów międzynarodowych i w popieraniu swobód dla wszystkich bez różnicy rasy, płci, języka czy religii. Z uwagi, że Karta NZ nie zawiera ani definicji praw człowieka, ani ich katalogu, w nauce wypowiadane są sprzeczne opinie co do charakteru prawnego zawartych w niej postanowień.

#### Międzynarodowa Karta Praw Człowieka
Ogólnikowa forma przedstawienia zasady poszanowania praw człowieka przedstawiona w Karcie Narodów Zjednoczonych zmusiła Organizację Narodów Zjednoczonych do podjęcia prac nad wystosowaniem rozwiniętego i konkretnego aktu prawnego uzupełniającego poprzednie dokumenty traktujące o prawach i wolnościach człowieka. Organem, który miał określać formę i treść była, stosownie do art. 68 Karty Narodów Zjednoczonych, Komisja Praw Człowieka.
W grudniu 1947 zdecydowano, że Międzynarodowa Karta Praw Człowieka będzie składała się z 3 części: Powszechnej Deklaracji Praw Człowieka, Paktu Praw Człowieka i środków dotyczących wprowadzania paktu w życie.

#### Powszechna Deklaracja Praw Człowieka
Prace nad Deklaracją prowadzone były w latach 1947–1948 i zakończyły się uchwaleniem Deklaracji przez Zgromadzenie Ogólne. Składa się ona ze wstępu i 30 artykułów. Powszechna Deklaracja Praw Człowieka była krokiem milowym rozpoczynającym światowe myślenie w kategoriach praw człowieka i wolności obywatelskich. Standardy wolności tam określone dotyczyły wszystkich bez względu na rasę, kolor skóry, płeć, poglądy, narodowość i inne różnice. Mimo tego, że jej prawna forma nie dawała możliwości ich egzekwowania, to Deklaracja pozostaje głównym punktem odniesienia przy formułowaniu ocen i kolejnych paktów dotyczących praw i wolności człowieka.
Wolności obywatelskie, o których traktuje: wolności myśli, sumienia i wyznania (art. 18), wolności opinii i wyrażania jej (art. 19), wolność wyborów (art. 21).

### Międzynarodowa ochrona wolności obywatelskich

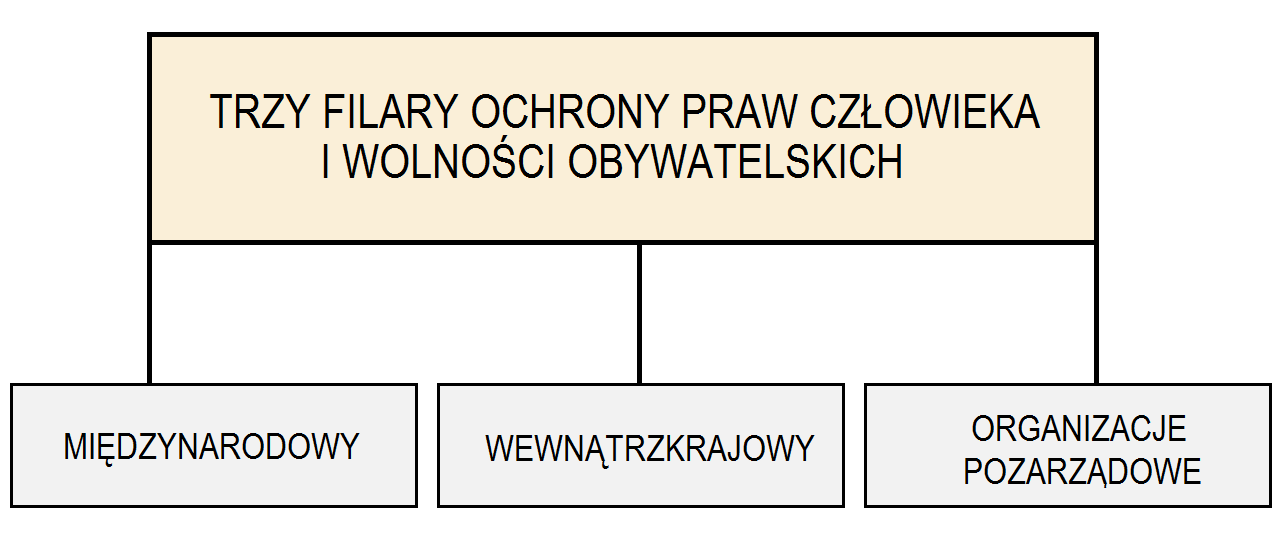
Trzy filary ochrony praw i wolności człowieka i obywatela

#### Trzy filary ochrony wolności obywatelskich i praw człowieka
Międzynarodowa ochrona wolności obywatelskich opiera się na trzech filarach, które stabilnie utrzymują dzieło ochrony praw człowieka. Są to:
1. system wewnątrzkrajowy (prawo i system instytucji),
2. system międzynarodowy (system ONZ i systemy regionalne),
3. organizacje pozarządowe.

#### System ochrony praw i wolności człowieka i obywatela ONZ
| Zgromadzenie Ogólne ONZ               | Kluczowy organ ONZ traktujący prawa i wolności człowieka i obywatela jako jedno z głównych zagadnień, którymi zajmuje się na dorocznych sesjach.                                                      |
| Rada Społeczno-Gospodarcza            | Kontroluje pracę organów w zakresie praw i wolności człowieka i obywatela, pośrednio wpływa na państwa wydając zalecenia, dokumenty i prowadząc konferencje.                                          |
| Komisja Praw Człowieka                | Opracowuje projekty konwencji, raporty, rezolucje, rekomendacje, decyzje i zalecenia, rozpatruje skargi, powołuje ekspertów, sprawozdawców i grupy robocze i wysyła je w newralgiczne miejsca świata. |
| Wysoki komisarz NZ ds. praw człowieka | Koordynuje działania organów i agend NZ w dziedzinie praw człowieka, ich promocją, profilaktyką i wspieraniem państw budujących demokrację.                                                           |

#### Międzynarodowe organizacje pozarządowe
- Amnesty International – bada, dokumentuje i publikuje raporty o przypadkach naruszeń praw człowieka na całym świecie. Organizacja podejmuje praktyczne i skuteczne działania w celu powstrzymania naruszeń oraz pomocy ofiarom. Walczy o świat, w którym każdy człowiek może korzystać ze wszystkich praw zawartych w Powszechnej Deklaracji Praw Człowieka. Jej wartości są podstawą działalności Amnesty International. Zmiana dokonuje się w trzech etapach:
  1. prace badawcze, czyli prowadzenia rzetelnych badań i tworzenia raportów o naruszeniach praw i wolności człowieka do których dochodzi na całym świecie,
  2. rzecznictwo i lobbing, czyli nacisk na rządy, aby podejmowały decyzje zgodne z prawami i wolnościami człowieka i obywatela,
  3. kampanie i akcje, czyli petycje, listy i protesty przez które aktywiści wywierają nacisk na organizacje mogące wprowadzić zmianę[6],
- Human Rights Watch,
- Międzynarodowa Helsińska Federacja Praw Człowieka – apolityczna organizacja działająca na rzecz ochrony i promocji praw człowieka. Udziela ona pomocy prawnej dla osób, które nie znają swoich praw[7],
- Międzynarodowa Liga na rzecz Praw Człowieka[5].

## Prawo polskie

### Konstytucja Rzeczypospolitej Polskiej
Obywatelom Polski wolności obywatelskie zagwarantowane są w Konstytucji Rzeczypospolitej Polskiej z dnia 2 kwietnia 1997 r. Są to:
- wolności osobiste
  - wolność zachowania i rozwoju języka, obyczajów, tradycji i kultury – art. 35,
  - wolność osobista – art. 41,
  - wolność i ochrona tajemnicy komunikowania się – art. 49,
  - wolność poruszania się po terytorium RP oraz wyboru miejsca zamieszkania i pobytu – art. 52,
  - wolność sumienia i religii – art. 53,
  - wolność słowa – art. 54;
- wolności polityczne
  - wolność organizowania pokojowych zgromadzeń i uczestniczenia w nich – art. 57,
  - wolność zrzeszania się – art. 58,
  - wolność tworzenia związków zawodowych – art. 59;
- wolności ekonomiczne, socjalne i kulturalne
  - wolność wyboru i wykonywania zawodu oraz wyboru miejsca pracy – art. 65,
  - wolność wyboru szkół innych niż publiczne dla swoich dzieci – art. 70,
  - wolność twórczości artystycznej, nauczania, badań naukowych i korzystania z dóbr kultury – art. 73;*
- środki ochrony wolności
  - prawo do wynagrodzenia szkody, jaka została mu wyrządzona przez niezgodne z prawem działanie organu władzy – art. 77.1,
  - wolność dochodzenia naruszonych wolności na drodze sądowej – art. 77.2,
  - prawo do wniesienia skargi do Trybunału Konstytucyjnego – art. 79,
  - prawo wystąpienia do Rzecznika Praw Obywatelskich o pomoc – art. 80.

### Obowiązki i kompetencje Rzecznika Praw Obywatelskich
Zadaniem Rzecznika Praw Obywatelskich zapisanym w konstytucji jest stanie na straży wolności i praw człowieka i obywatela. Strzeże on nie tylko zasad zapisanych w Konstytucji RP, ale również w ustawach. Obowiązek ten obejmuje również umowy międzynarodowe ratyfikowane przez Polskę.
RPO ma podstawy prawne do interwencji, gdy stwierdza naruszenie prawa przez organ państwowy, a wszczęcie jego postępowania odbywa się na wniosek osoby trzeciej, organizacji, organów samorządowych, lub z własnej inicjatywy. Wnioskodawca powinien określić osobę, której dotyczy dana sprawa i przedmiot sprawy.
Rzecznik nie jest związany wnioskiem, lecz powinien rozpatrzyć go w terminie, którego nie określa żadna ustawa. Jeżeli stwierdza, że sprawa jest zasadna, podejmuje interwencję. W przypadku, gdy wnioskodawca nie wyczerpał wszystkich możliwości dochodzenia swych praw, może wskazać pozostałe drogi działania. Może również przekazać sprawę do kompetentnych organów. W każdej sytuacji jednak ma obowiązek powiadomienia wnioskodawcy o podjętej przez siebie decyzji.